# Vila Madalena
Vila Madalena (ou Vila Madá) é um bairro nobre, hipster e boêmio da cidade de São Paulo situado no distrito de Pinheiros, na região oeste. É o destino final da Linha 2 - Verde do Metrô, onde é servido por um terminal de ônibus. A Vila Madalena, localizada na zona oeste de São Paulo, é um bairro que combina história rica, diversidade cultural e uma vibrante vida urbana. Sua formação recente e as rápidas transformações que sofreu ao longo dos anos resultaram em um dos bairros mais icônicos e queridos da capital paulista.

## História
Antes da chegada dos colonizadores europeus, a área que hoje compreende a Vila Madalena era habitada por povos indígenas, principalmente da etnia Tupi-Guarani. Com a colonização portuguesa, a região passou a integrar as sesmarias distribuídas pelos colonizadores, mas permaneceu em grande parte rural e pouco povoada durante o período colonial.
A Vila dos Farrapos foi estabelecida no século XVI como parte da sesmaria doada ao bandeirantes Fernão Dias. Ela era habitada por índios que migraram para o centro da cidade após a chegada dos jesuítas em 1554. A região começava no Córrego do Rio Verde (nas imediações da Rua Girassol) e ia até o Córrego das Corujas (Rua Harmonia).
No século XIX, um fazendeiro português era dono de uma vasta quantidade de terras localizadas entre a região central de São Paulo e o rio Pinheiros. Ele tinha três filhas, Madalena, Beatriz e Ida, a quem distribuiu suas propriedades. As áreas pertencentes às três moças deram origem a pequenos bairros vizinhos na zona oeste da cidade, posteriormente batizados com os nomes delas. Essa história, embora simpática e popular entre os moradores e comerciantes da Vila Madalena, não é verdadeira, segundo o historiador e professor Eduardo José Afonso, da Unesp. Afonso, que estuda a história da Vila Madalena desde os anos 1980, afirma que suas pesquisas não demonstram evidências dessa narrativa.
Na década de 1910, as empresas Light e City consturíram uma estação de bonde na Vila Madalena. O bairro, que até então era de terra, sem eletricidade, de difícil acesso e cortado por córregos, recebeu melhorias em sua infraestrutura e vários trabalhadores se instalaram na região. Ainda assim, o local era considerado rural e considerado perigoso, sendo apelidado de “Risca-Faca” por causa dos botecos locais.
De formação recente, o bairro da Vila Madalena sofreu grandes transformações em um curto período de tempo. Com loteamento inicial em meados da segunda década do século XX, o bairro foi mapeado apenas vinte anos depois, aparecendo pela primeira vez no Mappa Topographico do Município de São Paulo levantado pela Empresa Sara Brasil em 1930. Inicialmente, imigrantes começaram a se instalar na região, constituindo um bairro operário com ruas não asfaltadas e pequenas residências.  Entre os anos 1920 e 1930, houve uma grande imigração de portugueses após o loteamento do bairro realizado pela prefeitura. A luz foi instalada em 1928. Muitos deles vieram trabalhar na construção do Cemitério São Paulo, e construiram chácaras na região. Também houve uma grande imigração de italianos e espanhóis, e mais tarde de nordestinos. Essas características permaneceram até 1946, quando a construção da Capela de Santa Maria Madalena e São Miguel Arcanjo trouxe melhorias significativas, como asfaltamento de ruas e expansão da infraestrutura, lideradas pelo Padre Olavo Pezzotti.
A principal hipótese de Afonso para o surgimento do nome do bairro está ligada a uma capela com imagens de Santa Maria Madalena. Nos anos 1950, o santuário deu lugar à igreja de Santa Maria Madalena e São Miguel Arcanjo, que ainda está de pé na rua Girassol.
Na década de 1970, a presença crescente de estudantes da Universidade de São Paulo transformou a Vila Madalena em um reduto boêmio e artístico. José Luís de França Pena foi uma figura influente nesse período, promovendo eventos como a Feira da Vila Madalena e o Centro Cultural Vila Madalena, que consolidaram o bairro como um centro cultural alternativo.  Nos anos 1970 e 1980, muitos estudantes passaram a alugar casas na Vila Madalena. Em 1986, a Ditadura Militar fechou o Conjunto Residencial da Universidade de São Paulo (CRUSP), fazendo com que estudantes da USP que frequentavam os bares locais alugassem casas no bairro. Os aluguéis baratos também atraíam os hippies. Os bares do bairro, como o Sujinho, viraram um ponto de encontro para hippies, intelectuais, militantes de esquerda e artistas. A partir da década de 90, o bairro experimentou um crescimento vertiginoso de comércios e serviços relacionados à boemia e arte, tornando-se um ponto turístico de São Paulo.
Em 1990, houve um boom imobiliário na região, e foram construídos muitos prédios baixos e de luxo. A partir dos anos 90, a Vila Madalena se transformou em um ponto turístico de São Paulo, conhecida por sua vida noturna animada, com bares e cafés que se estendem pelas calçadas. A Rua Aspicuelta tornou-se o principal eixo boêmio, enquanto o Beco do Batman se destacou como uma galeria de grafite a céu aberto, atraindo visitantes de todas as partes do mundo.

### Cultura geral
Em 2022, a Vila Madalena foi eleita um dos bairros mais legais do mundo pela revista inglesa Time Out, reforçando seu status internacional.
Este bairro é bastante conhecido por ser um reduto boêmio da cidade de São Paulo, desde o início dos anos 70, quando estudantes com pouco dinheiro passaram a morar por lá, por causa da proximidade à Universidade de São Paulo e a Pontifícia Universidade Católica de São Paulo. Lá há grande concentração de bares e casas noturnas, além da escola de samba Pérola Negra. O nome do bairro também serviu de título a uma novela da Rede Globo, na década de 1990. Por causa de sua fama de bairro jovem e boêmio e por estar próximo ao metrô, diversos albergues (hostels) se instalaram na região. 
A novela Vila Madalena, ambientada em São Paulo foi exibida no final dos anos 90. Escrita por Walther Negrão, morador do bairro, mostrava a rotina e os ambientes característicos da Vila Madalena e da cidade como um todo.
A população que constituiu o bairro era de imigrantes portugueses, sendo que somente após 1960 muitas ruas foram asfaltadas. Predominantemente residencial no início, a referência do bairro era a Igreja Santa Maria Madalena e São Miguel Arcanjo, cujo primeiro pároco foi o Pe. Olavo Pezzotti.  Fica na Rua Girassol, que tem este nome por causa de uma das casas perto da igreja que tinha um grande girassol amarelo no quintal. A autora Anna Flora, mestre em Teatro pela Universidade de São Paulo, apresenta o livro A República dos Argonautas, que mistura o regime militar brasileiro em suas dificuldades durante a década de 70 com as aventuras dos argonautas da mitologia grega. A narradora, moradora do bairro, conta a influência da ditadura nos moradores da região e também nos jovens menores de dezoito anos. Naquela época, as pessoas do bairro se reuniam para se manifestar contra o governo ditatorial e mostrarem sua indignação em relação à censura e à falta de liberdade de expressão.
O jornalista e artista plástico Enio Squeff, publicou pela editora Boitempo em 2002 "Vila Madalena – Crônica histórica e sentimental", parte da série “Trilhas”: Os volumes apresentam visões pessoais sobre bairros e regiões da capital, com o objetivo de reunir dos materiais diversos sobre a construção das imagens pluralistas, social e culturalmente da cidade.
O bairro possui diversos moradores ilustres como: Edgard Scandurra, guitarrista e compositor, Enio Squeff, artista plástico, crítico de música e jornalista,Felipe Andreoli, repórter e comediante, Hélio Schwartsman, jornalista, Marcelino Freire, escritor,Mariana Aydar, cantora, Nick Cave, músico, Olivier Anquier, cozinheiro, modelo e apresentador de televisão, Péricles Cavalcanti, compositor, cantor e cineasta Rafael Cortez, jornalista, ator e músico, Petra Leão, roteirista, redatora e cosplayer

## Atualidade
Em 13 de outubro de 2022, a Vila Madalena foi eleita um dos bairros mais legais do mundo pela revista inglesa Time Out, ocupando a 13ª posição. A publicação destacou a vida noturna vibrante, os cafés, galerias e o famoso Beco do Batman, uma galeria de grafite a céu aberto, como pontos altos que atraem visitantes de todas as partes. É um bairro de alto-padrão, recebendo a classificação pelo CRECI como "Zona de Valor B", mesmo grau de: Jardim Paulistano, Alto de Santana e Pinheiros.
A Vila Madalena é conhecida por suas ruas íngremes e sinuosas, que seguem o relevo acidentado da região. As ruas que compõem o bairro têm nomes líricos e poéticos, como Rua Harmonia, Simpatia, Purpurina, dados pelos seus primeiros habitantes. A arquitetura do bairro é eclética, mesclando residências modernas com casas antigas e ateliês de artistas.  O bairro é um centro cultural efervescente, com várias galerias de arte, estúdios de música e teatros alternativos. Igrejas históricas, como a Igreja de Santa Maria Madalena e São Miguel Arcanjo, destacam-se pela arquitetura e pela importância religiosa para a comunidade local. Situada em uma região de morros, a Vila Madalena apresenta um relevo irregular, com ruas que sobem e descem, proporcionando vistas panorâmicas da cidade. A altitude média do bairro é de aproximadamente 770 metros. Apesar de ser um bairro densamente urbanizado, a Vila Madalena possui algumas áreas verdes notáveis, como a Praça Pôr do Sol localizada no bairro limítrofe de Alto de Pinheiros, que oferece um espaço de lazer e contemplação para moradores e visitantes.
A Vila Madalena é um bairro nobre da capital paulista. As praças e ruas arborizadas garantem tranquilidade em meio à agitação. O bairro vive uma transformação, entre demolições e construções de novos empreendimentos. A Vila Madalena continua a passar por transformações, com um crescente interesse imobiliário que traz novos empreendimentos para a região. No entanto, ela mantém seu charme com suas ruas arborizadas e praças com uma mistura única de tradição e modernidade, a Vila Madalena permanece como um símbolo da vitalidade e do dinamismo de São Paulo, uma verdadeira "vila das artes" que celebra a cultura, a história e o espírito coletivo. O valor médio do metro quadrado é de R$14.745m² na venda e R$57,50m² na locação. O bairro conta com a estação de metrô Vila Madalena, na Linha Verde, que conecta com a Linha Azul e a Amarela. No mesmo local há um terminal de ônibus próximo a Pinheiros e à Avenida Paulista. Hoje, o bairro abriga uma concentração ímpar de ateliês e centros de exposições artísticas. Lojas de vanguarda e escolas de música e teatro também compõem as características do lugar.
A associação de moradores organiza feiras para mostrar os talentos artísticos do bairro e um festival anual - a famosa "Feira da Vila" - que atrai gente de toda a cidade, com shows e barracas de artesanato. Uma vez por mês, as lojas e ateliês fazem um fim de semana com todos os produtos na calçada e uma van leva gratuitamente os visitantes para conhecer os pontos mais interessantes do bairro. Devido ao grande número de galerias e estúdios de arte, mistura eclética de restaurantes (Nutty Bavarian é uma marca presente em grande quantidade na Vila Madalena por causa dos viajantes que passam por lá) e bares e uma série de ruas e becos grafitados, como as ruas do Beco do Batman, que atraem jovens profissionais e inúmeras pessoas de diversas localidades, foi eleito o 13.º bairro mais legal do mundo de 2022 na publicação da revista Time Out.
A partir de 2014, o bairro, que vinha concentrando um grande número de festas populares, como os carnavais de rua, passou a ter estas atividades diminuídas. Uma das maiores concentrações, e que causou mais polêmica, foi durante os jogos da Copa do Mundo de 2014, que chegou a reunir 70 mil pessoas de uma só vez, em eventos que ficaram conhecidos como "Carnacopa". Aquela grande concentração levou os moradores do bairro a ingressarem no Ministério Público com uma representação, naquele mesmo ano, denunciando alegados transtornos que passaram, como roubos, depredação, tráfico de drogas, atentado ao pudor e outros. No carnaval de 2018, por proibição da prefeitura, pela primeira vez o bairro deixou de receber o tradicional desfile de blocos carnavalescos. No entanto, nem todos concordaram com esta decisão, como o jornalista e morador do bairro, Hélio Schwartsman.
A Vila Madalena fica próxima de importantes instituições de ensino superior, como a Pontifícia Universidade Católica (PUC) e a Faculdade de Medicina da Universidade de São Paulo (USP). Na área de escolas particulares, o bairro conta com o Colégio Palmares, o Colégio Snail e o Colégio Santa Clara. As escolas públicas incluem a Escola Municipal de Ensino Infantil (EMEI) Zilda de Freitas e a Escola Municipal de Ensino Fundamental (EMEF) Professor Olavo Pezzotti. Os moradores da Vila Madalena têm acesso ao Pronto-Socorro Vila Madalena e ao Hospital São Camilo Pompeia.
A Vila Madalena é um destino popular para jovens e aqueles que buscam passeios alternativos. A Rua Aspicuelta é o principal eixo boêmio, com bares como o Posto 6 e a Cervejaria Patriarca. O Beco do Batman é uma atração imperdível para os amantes de arte de rua. Para quem gosta de curtir o fim de tarde, a Praça do Pôr do Sol oferece uma vista privilegiada da cidade. Na gastronomia, o bairro oferece diversas opções, desde o restaurante vegetariano Quincho Cozinha & Coquetelaria até o Tuju e o Pé de Manga. A Vila Madalena é um bairro que combina história rica, diversidade cultural e inovação urbana, mantendo-se como um dos locais mais icônicos e queridos de São Paulo.